# Közönséges ékszerteknős
A közönséges ékszerteknős (Trachemys scripta) a hüllők (Reptilia) osztályának teknősök (Testudines) rendjébe, ezen belül a mocsáriteknős-félék (Emydidae) családjába tartozó faj.

## Előfordulása
A közönséges ékszerteknős az Amerikai Egyesült Államokban Indianától Texasig megtalálható. Tavaknál és legfeljebb lassú folyású folyószakaszokon fordul elő. A közönséges ékszerteknős vadon élő állományát veszélyezteti, hogy az állatkereskedelemben nagy iránta a kereslet. Bár farmokon is tenyésztik, túl sok szabadon élő állatot fognak be.

## Alfajai
- vörösfülű ékszerteknős (Trachemys scripta elegans) (Wied-Neuwied, 1839)
- sárgafülű ékszerteknős (Trachemys scripta scripta) (Wied-Neuwied, 1839)
- Trachemys scripta troostii (Holbrook, 1836) - korábban azonosnak tartották a sárgafülű ékszerteknőssel

## Megjelenése

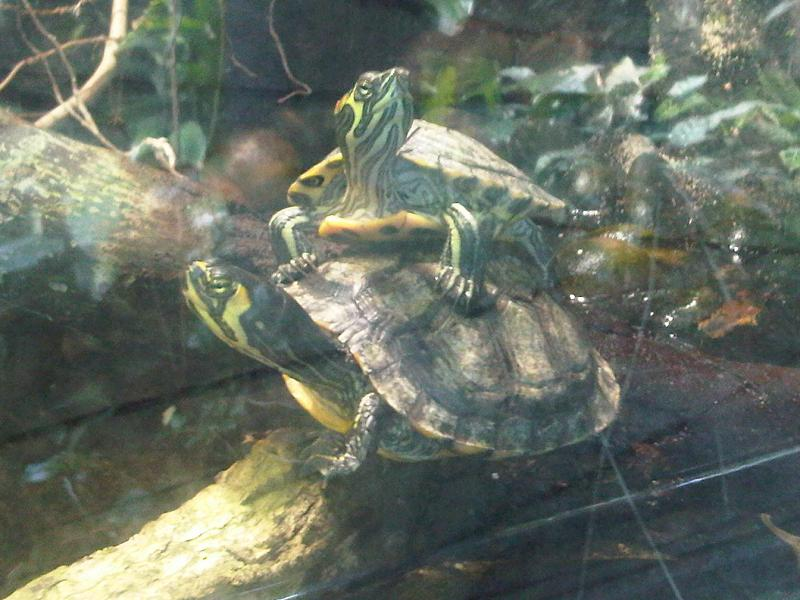
Két példány az angliai Kew Gardens-ban

A páncél hossza 12,5-20 centiméter; a nőstény nagyobb a hímnél. Testtömege elérheti az 1 kilogrammot. A hátpajzs domború, szarulemezekből áll. Színe és mintázata az egyes példányoknál változó. A mellvért, a páncél csontos alsó fele, amely összeköttetésben áll a hátpajzzsal. A szem mögött találhatók a jellegzetes vörös foltok, de a foltok néha sárgák is lehetnek. A teknős erős állcsontjain nincsenek fogak, de a szarus kávákkal szét tudja darabolni a táplálékát. Hátsó lába erős és izmos, részben úszóhártyás. Az állat a karmaival húzza magához a táplálékát. A fiatal állat kezdetben zöld, idővel azonban barna vagy fekete foltok jelennek meg rajta. A hímet úgy lehet megkülönböztetni a nősténytől, hogy a hím teknős farka és karmai hosszabbak mint a nőstényé.

## Életmódja
A közönséges ékszerteknős kimondottan társas lény, gyakran nagy csapatokban sütkérezik a napon. Tápláléka vízinövények, édesvízi halak, puhatestűek és rovarok. Az állat akár 40 évig élhet.

## Szaporodása
Az ivarérettséget 2-3 éves korban éri el. A párzási időszak a tavasz elején van. A nőstény, évente gyakran két fészekaljat rak a homokba. Egy fészekaljban 2-22 fehér, megnyúlt alakú tojás található. A kifejlődéshez 10-13 hét kell, hogy elteljen.